# Нікітченко Ольга Юріївна
О́льга Ю́ріївна Нікі́тченко (раніше — Аксьонова) — українська дипломатка. Надзвичайний і Повноважний Посол України у Литві (з грудня 2024 року).

## Біографія
З 1998 по 2003 рік навчалася в Інституті міжнародних відносин Київського національного університету імені Тараса Шевченка та здобула звання магістра міжнародного права.
У 2002—2003 роках продовжила навчання у Київському університеті права НАН України, ставши магістром правознавства.
У 1999—2002 роках — помічниця юриста Проекту з фінансової реструктуризації Deloitte Touche Tohmatsu (м. Київ).
З 2004 по 2007 була експерткою, спеціалістом з питань інформації та документації Програми рівних можливостей Програми розвитку ООН в Україні, з 2008 по 2010 залишалась позаштатньою експерткою Програми.
У 2010—2012 роках — координаторка сектору, експертка з гендерних питань, експертка з управління знаннями ПРООН в Україні.
З 2013 по 2019 рік працювала директором з розвитку та міжнародних відносин Федерації легкої атлетики України.

### Дипломатична кар'єра
У 2019 році увійшла до команди тодішнього віцепрем'єр-міністра України з питань європейської і євроатлантичної інтеграції Дмитра Кулеби, ставши його радницею.
Коли Дмитра Кулебу призначили Міністром закордонних справ у 2020 році, перейшла у МЗС працювати керівницею патронатної служби.
З липня 2024 по лютий 2025 — радниця Директорату з питань внутрішньої та гуманітарної політики Офісу Президента України.
21 грудня 2024 року була призначена Надзвичайним і Повноважним Посолом України у Литві. У лютому 2025 року вручила вірчі грамоти Президенту Литви Гітанасу Науседі.